# سیارک ۱۱۶۱۶۶
سیارک ۱۱۶۱۶۶ (به انگلیسی: 116166 Andremaeder، نامگذاری:2003XJ) صد و شانزده هزار و صد و شصت و ششمین سیارک کشف شده‌است که در ۳ دسامبر ۲۰۰۳ کشف شد.